# Kenyasaurus mariakaniensis
Il kenyasauro (Kenyasaurus mariakaniensis) è un rettile estinto, appartenente ai diapsidi. Visse nel Triassico inferiore (circa 250 milioni di anni fa), e i suoi resti fossili sono stati ritrovati in Africa orientale (Kenya).

## Descrizione
Questo animale simile a una lucertola doveva essere lungo circa 60 centimetri. I fossili comprendono uno scheletro parziale, privo della parte anteriore, che permette comunque di ricostruire l'aspetto dell'animale. Kenyasaurus doveva essere un rettile di aspetto simile a quello delle lucertole, ma dall'anatomia delle zampe ben più primitiva e paragonabile a quella di altri rettili leggermente più antichi come Thadeosaurus e Hovasaurus; rispetto a Youngina, tuttavia, il quinto tarsale distale non era presente. L'area prossimale del quinto metatarsale era ampia ma non uncinata. Lo sterno era ben sviluppato. 
La coda era a sezione cilindrica e molto allungata (erano presenti 56 vertebre caudali), ma la morfologia differiva da quella di animali simili come Hovasaurus e Tangasaurus, che avevano una coda compressa lateralmente. Le spine neurali ed emali non erano specializzate per fare della coda un organo di propulsione o di manovra. 
Philip J. Currie (1982) ridescrisse Tangasaurus e le relazioni con gli altri "eosuchi". Kenyasaurus, all'interno di questa analisi, è stato considerato un genere valido sulla base di cinque autapomorfie: erano presenti spine neurali basse ma allungate nella regione anteriore nelle vertebre dorsali, 56 vertebre caudali, 28 paia di costole caudali e processi trasversali, astragalo quasi triangolare e un processo piuttosto pronunciato sul quinto metatarso per l'inserimento di peroneo breve. 

## Classificazione
Kenyasaurus mariakaniensis venne descritto per la prima volta nel 1977, sulla base di un fossile proveniente dalla formazione Duruma, a circa 40 chilometri da Mombasa in Kenya. I fossili sono stati ascritti inizialmente al gruppo degli eosuchi, poi considerato parafiletico. In ogni caso, Kenyasaurus sembrerebbe essere strettamente imparentato con altri rettili morfologicamente simili ma un più antichi, come Thadeosaurus del Permiano superiore del Madagascar. 
Analisi più recenti che utilizzano la filogenetica hanno suggerito che gli Eosuchia (o Younginiformes) non sarebbero un gruppo monofiletico. Constanze Bickelmann, Johannes Müller e Robert R. Reisz (2009) hanno riscontrato due famiglie distinte all'interno di "Younginiformes", gli acquatici Tangasauridae e i terricoli Younginidae. Tuttavia, l'analisi non ha trovato alcun riscontro per l'inclusione di Kenyasaurus all'interno di una di queste famiglie.